# Obituary (album)
Obituary – dziesiąty album studyjny amerykańskiego zespołu deathmetalowego Obituary wydany 17 marca 2017 roku przez Relapse Records. To pierwszy album zespołu wydany po śmierci byłego basisty zespołu Franka Watkinsa, który zmarł w 2015 roku w wieku 47 lat na raka. Album trafił na 184 miejsce na liście Billboard 200 w Stanach Zjednoczonych.

## Lista utworów
Opracowano na podstawie materiału źródłowego.
1. "Brave" (muz. Peres, Tardy, Andrews, sł. Tardy) – 2:14
2. "Sentence Day" (muz. Peres, Tardy, Andrews, sł. Tardy) – 2:49
3. "A Lesson in Vengeance" (muz. Peres, Tardy, Andrews, sł. Tardy) – 3:07
4. "End It Now" – (muz. Peres, Tardy, Andrews, sł. Tardy) 4:02
5. "Kneel Before Me" (muz. Peres, Tardy, Andrews, sł. Tardy) – 3:04
6. "It Lives" (muz. Peres, Tardy, Andrews, sł. Tardy) – 3:24
7. "Betrayed" (muz. Peres, Tardy, Andrews, sł. Tardy) – 3:01
8. "Turned to Stone" (muz. Peres, Tardy, Andrews, sł. Tardy) – 4:13
9. "Straight to Hell" (muz. Peres, Tardy, Andrews, sł. Tardy) – 3:57
10. "Ten Thousand Ways to Die" (muz. Peres, Tardy, Andrews, sł. Tardy) – 3:16
11. "No Hope" (bonusowy utwór) (muz. Peres, Tardy, Andrews, sł. Tardy) – 3:21

## Twórcy
Opracowano na podstawie materiału źródłowego.

- Donald Tardy - perkusja, muzyka
- Trevor Peres - gitara rytmiczna, muzyka
- John Tardy - wokal, teksty
- Terry Butler - gitara basowa
- Ken Andrews - gitara prowadząca, muzyka
- Andreas Marschall - okładka albumu
- Jacob Speis - oprawa graficzna
- Ester Segarra - zdjęcia
- Brad Boatright - mastering
- Joe Cincotta - miksowanie
- Mark Prator - produkcja wykonawcza

## Listy sprzedaży
| Lista               | Kraj              | Pozycja |
| ------------------- | ----------------- | ------- |
| US Billboard 200    | Stany Zjednoczone | 184     |
| Schweizer Hitparade | Szwajcaria        | 34      |
| Ö3 Austria Top 40   | Austria           | 21      |
| Offizielle Top 100  | Niemcy            | 24      |